# El virolet de Sant Guim
Lo Birolet de Sant Guim (El virolet de Sant Guim, en català normatiu) és un quadre de costums catalans en un acte, original i en vers d'Eduard Vidal i de Valenciano, estrenat al teatre Romea de Barcelona, la nit del 15 de març de 1869.
L'acció té lloc a Sant Guim, petit poble de Catalunya.

## Repartiment de l'estrena
Actors de repartiment.
- Madrona: Rosalia Pérez
- Titus: Josep Clucellas
- Ramon: Lleó Fontova
- Pau: Francesc Puig
- Anton: Ròmul Cuello
- Senyor: Joan Perelló
- Fadrí 1: Francesc Sala
- Fadrí 2: Josep Maspons
- Fadrí 3: Josep Sardà
- Fadrins, nois, dones, un grallaire